# Gustavo Balart
Gustavo Eddy Balart Marin (Santiago de Cuba; 10 de febrero de 1987) es un artista marcial mixto cubano que compite en la división de peso paja de ONE Championship. Anteriormente compitió para Titan Fighting Championships (Titan FC). Actualmente ocupa el puesto número 3 en la clasificación de peso paja de ONE Championship.
Balart también es un exluchador grecorromano amateur que compitió en la categoría de peso pluma masculino. 

## Carrera de lucha grecorromana
Balart derrotó al venezolano Jorge Cardozo por la medalla de oro en su división en los Juegos Panamericanos de 2011 en Guadalajara, México.
Balart representó a Cuba en los Juegos Olímpicos de Londres 2012, donde compitió en la categoría masculina de 55 kg . Derrotó al turco Ayhan Karakuş en la ronda preliminar de dieciséis, antes de perder el partido de cuartos de final ante el surcoreano Choi Gyu-Jin , con un puntaje técnico de tres sets (0-1, 2-0, 0-1), y un puntaje de clasificación de 1-3.

## Carrera de artes marciales mixtas

### ONE Championship
Balart hizo su debut en ONE Championship contra Tatsumitsu Wada en ONE: Roots of Honor en los cuartos de final del Gran Premio Mundial de Peso Mosca de ONE el 12 de abril de 2019. Perdió por decisión unánime de manera controvertida.
En su siguiente pelea, Balart enfrentó a Chan Rothana en ONE: Dreams of Gold el 16 de agosto de 2019. Perdió por decisión unánime.
Balart estaba programado para enfrentar a Robin Catalan en ONE: Masters of Fate el 8 de noviembre de 2019. Balart perdió la pelea por nocaut en el segundo asalto mediante una patada a la cabeza.
Balart obtuvo su primera victoria promocional con una decisión unánime sobre Ryuto Sawada en ONE: Battleground el 30 de julio de 2021.
Obtuvo su segunda victoria consecutiva con otra decisión unánime sobre el ex campeón de peso mosca de Shooto y campeón de peso paja de ONE, Yosuke Saruta, en ONE 156 el 22 de abril de 2022.
Balart enfrentó al ex campeón mundial de peso paja de ONE, Alex Silva, el 21 de octubre de 2022 en ONE 162. En el pesaje, Balart no pasó la prueba de hidratación y se vio obligado a aceptar un peso de 130,75 libras, 5,75 libras por encima del límite de peso paja. Ganó la pelea por decisión dividida.
Balart enfrentó a Hiroba Minowa el 28 de enero de 2024 en ONE 165. Ganó la pelea por decisión dividida.
Balart tendrá previsto enfrentarse a su compañero luchador Jarred Brooks en ONE Fight Night 24 en Bangkok, Tailandia, por el Campeonato Mundial Interino de Peso Paja ONE MMA el 2 de agosto de 2024.

## Récord de artes marciales mixtas
| Récord profesional | Récord profesional | Récord profesional |
| 16 peleas          | 12 victorias       | 4 derrotas         |
| ------------------ | ------------------ | ------------------ |
| Nocaut             | 1                  | 2                  |
| Decisión           | 11                 | 2                  |

| Resultado | Récord | Oponente               | Método                  | Evento                             | Fecha                   | Ronda | Tiempo | Localización             | Notas                                                                               |
| --------- | ------ | ---------------------- | ----------------------- | ---------------------------------- | ----------------------- | ----- | ------ | ------------------------ | ----------------------------------------------------------------------------------- |
| Victoria  | 12–4   | Hiroba Minowa          | Decision (dividida)     | ONE 165                            | 28 de enero de 2024     | 3     | 5:00   | Tokyo                    |                                                                                     |
| Victoria  | 11–4   | Alex Silva             | Decision (dividida)     | ONE 162                            | 21 de octubre de 2022   | 3     | 5:00   | Kuala Lumpur             | Pelea de peso pactado (130.75 lb); Balart no dio el peso.                           |
| Victoria  | 10–4   | Yosuke Saruta          | Decision (unánime)      | ONE 156                            | 22 de abril de 2022     | 3     | 5:00   | Kallang                  |                                                                                     |
| Victoria  | 9–4    | Ryuto Sawada           | Decision (unánime)      | ONE: Battleground                  | 30 de julio de 2021     | 3     | 5:00   | Kallang                  | Regresó a peso mosca.                                                               |
| Derrota   | 8–4    | Robin Catalan          | KO (patada a la cabeza) | ONE: Masters of Fate               | 8 de noviembre de 2019  | 2     | 4:43   | Pasay                    |                                                                                     |
| Derrota   | 8–3    | Chan Rothana           | Decision (unánime)      | ONE: Dreams of Gold                | 16 de agosto de 2019    | 3     | 5:00   | Bangkok                  |                                                                                     |
| Derrota   | 8–2    | Tatsumitsu Wada        | Decision (unánime)      | ONE: Roots of Honor                | 12 de abril de 2019     | 3     | 5:00   | Pasay                    | Debut en peso gallo. Cuartos de final del Gran Premio Mundial de Peso Mosca de ONE. |
| Victoria  | 8–1    | Wascar Cruz            | KO (golpes)             | Titan FC 52: Soares vs. Uruguai    | 25 de enero de 2019     | 1     | 0:20   | Fort Lauderdale, Florida |                                                                                     |
| Victoria  | 7–1    | Victor Dias            | Decision (unánime)      | Titan FC 50: Manfio vs. Outlaw     | 29 de junio de 2018     | 3     | 5:00   | Fort Lauderdale, Florida |                                                                                     |
| Derrota   | 6–1    | Juan Puerta            | KO (rodillazo volador)  | Titan FC 48: Torres vs. Orellano   | 16 de febrero de 2018   | 3     | 2:14   | Fort Lauderdale, Florida |                                                                                     |
| Victoria  | 6–0    | Bruno Korea            | Decision (dividida)     | Titan FC 47: Yusuff vs. Gomez      | 15 de diciembre de 2017 | 3     | 5:00   | Fort Lauderdale, Florida |                                                                                     |
| Victoria  | 5–0    | Marcelo Castaneda      | Decision (unánime)      | Titan FC 46: Torres vs. DeJesus    | 17 de noviembre de 2017 | 3     | 5:00   | Pembroke Pines, Florida  |                                                                                     |
| Victoria  | 4–0    | Jorge Calvo Martin     | Decision (dividida)     | Titan FC 45: Araujo vs. Capitulino | 18 de agosto de 2017    | 3     | 5:00   | Pembroke Pines, Florida  |                                                                                     |
| Victoria  | 3–0    | Dez Moore              | Decision (unánime)      | Titan FC 44: Torres vs. Sharipov   | 19 de mayo de 2017      | 3     | 5:00   | Pembroke Pines, Florida  |                                                                                     |
| Victoria  | 2–0    | Carlos Hernandez       | Decision (unánime)      | Titan FC 43: Torres vs. Nobre      | 21 de enero de 2017     | 3     | 5:00   | Coral Gables, Florida    |                                                                                     |
| Victoria  | 1–0    | Mauricio Gomez Oquendo | Decision (unánime)      | Latin Fighting Championship 7      | 1 de agosto de 2015     | 3     | 5:00   | Bogotá                   | Debut en peso mosca.                                                                |